# Comăneşti
Comănești (udtale:koməˈneʃtʲ; ungarsk: Kománfalva) er en by i distriktet Bacău, Vest Moldavien, Rumænien, med 19.996 (2021) indbyggere. Den ligger ved floden Trotuș, der løber mellem Ciuc og Tarcău-bjergene; 10 km af flodens løb går gennem Comănești. Byen administrerer to landsbyer, Podei og Vermești.

## Historie
Området omkring Comănești har været beboet siden bondestenalderen - der er fundet levn fra bondestenalderen i Vermești-området i byen. Navnet stammer fra Kumanerne, som engang herskede i området. Byens første skriftlige omtale stammer fra 1657, og dens første tilstedeværelse på et kort fra 1696 Sanson-kortet.
Fra slutningen af det 18. århundrede var byen i Ghica-familien af bojarer, som forblev en vigtig del af området indtil midten af det 20. århundrede. Ghica-paladset (som nu huser det lokale museum), parken foran museet og jernbanestationerne vidner om deres tilstedeværelse i byen.
I løbet af somrene 2004, 2005 og 2006 blev Comănești ramt af alvorlige oversvømmelser af Trotuș. Nogle specialister har sat disse oversvømmelser i forbindelse med skovrydningen i området. I 2006 og 2008 var Comănești stedet for Comănești eksplosionen (en), som aldrig blev identificeret.